# شون نيلسون (ملحن)
شون نيلسون (بالإنجليزية: Sean Nelson)‏ هو ناقد موسيقي وملحن وصحفي ومغن مؤلف أمريكي، ولد في 12 يونيو 1973 في واشنطن في الولايات المتحدة.

## وصلات خارجية
- شون نيلسون على موقع ميوزك برينز (الإنجليزية)
- شون نيلسون على موقع ديسكوغز (الإنجليزية)